# José Rico Pérez
José Rico Pérez (Daya Nueva, 13 de marzo de 1918 - Alicante, 6 de julio de 2010) fue un constructor, empresario y dirigente deportivo español de reconocido prestigio en la ciudad de Alicante. Fue presidente del Hércules Club de Fútbol durante 13 temporadas y bajo su mandato se construyó el estadio que lleva su nombre, se vivió la mejor época deportiva del Hércules y fue uno de los principales valedores de Alicante como sede de la Copa Mundial de 1982.

## Trayectoria
José nació en el pequeño pueblo de Daya Nueva, en la barriada de La Bodega, si bien a los 10 años de edad se trasladó a San Vicente del Raspeig donde fue acogido por familiares debido al pronto fallecimiento de sus padres. En San Vicente creció hasta convertirse en un famoso constructor alicantino.
Rico Pérez es hasta la fecha el expresidente del Hércules CF con más años al frente de la entidad. Deportivamente el Hércules vivió momentos dulces en su etapa, en total presidió al club herculano 10 temporadas en Primera, con 8 temporadas consecutivas en Primera División de 1974 a 1982. Además de disfrutar de la mejor clasificación del club en Primera -un quinto puesto, también vivió dos ascensos a la máxima categoría.
Bajo su mandato se construyó el estadio José Rico Pérez. Rescató la escritura de los viejos terrenos del Campo de La Viña, con el fin de conseguir ingresos para la construcción del actual estadio del Hércules. Asimismo fue uno de los protagonistas para que Alicante fuera sede del Mundial de 1982, donde la selección argentina disputó los encuentros de la fase previa.
En 1984 por decisión personal se mantuvo al margen de la presidencia del Hércules en una especial de excedencia por medio de una recomendación médica que le recomendaba reposo total. Así el vicepresidente y tesorero José Torregrosa Ronda asumió la presidencia en funciones. Rico Pérez comenzó en 1984 una intentona de que se le reconociera una deuda de 104 millones de pesetas (625 000 euros) que mantenía el club con él mismo, una parte de esa deuda era procedente de la construcción de la grada del estadio Rico Pérez construida para el Mundial de 1982 (conocida como grada del Mundial o de Tejero) que nunca le fue sufragada al presidente herculano.
En el hotel Castilla de Alicante, de su propiedad, se hospedaban numerosos equipos que viajaban a la ciudad a jugar contra el Hércules.
Rico Pérez fue un personaje muy conocido de los años 1970 y 1980 en Alicante, debido a su éxito como constructor, como empresario y como dirigente futbolístico. En el momento de su fallecimiento, a los 92 años, se encontraba jubilado y era presidente de honor de la Fundación Hércules de Alicante. Un año después de su fallecimiento, también faltó su viuda Maruja Mora, el 6 de octubre de 2011.

## Reconocimientos
- Posee una plaza en Alicante que lleva su nombre.[4]

- Ostenta la máxima distinción del Hércules C. F. la insignia de oro y brillantes, otorgada por una comisión nombrada para reconocer los méritos obtenidos por Rico Pérez como el retorno del Hércules C. F. a Primera división, así como la recuperación del Campo La Viña al patrimonio del club. Le hizo entrega en representación de la masa social del club, Francisco Gutiérrez Bernal de 14 años de edad. Acto celebrado en los salones del Hotel Palas de Alicante.